# Wijgeest
Wijgeest (Fries: De Wygeast) is een straat en voormalige buurtschap in de gemeente Noardeast-Fryslân, in de Nederlandse provincie Friesland. De buurt ligt vrijwel volledig binnen de bebouwde kom van Oudwoude. Het is onduidelijk of het als een plaats of als voormalige buurtschap moet worden gezien.
De buurtschap wordt in enge zin beperkt tot de straat de Wygeast, die doorloopt tot de brug over de Nieuwe Zwemmer. In bredere zin wordt het eerste deel van de bebouwing aan de de Swartewei en de Allemawei eveneens tot de Wygeast gerekend, omdat de verkaveling vergelijkbaar is. Omdat de buurtschap binnen de bebouwde kom van Oudwoude ligt, wordt het steeds minder als buurtschap opgevat.

## Geschiedenis
Wijgeest zou net als Oudwoude in de 10e of 11e eeuw ontstaan zijn op een hoger gelegen zandgrond (geest). Een andere, maar mogelijk verwante verklaring, is dat geest verwijst naar een akkerlandcomplex omringd door laaggelegen klei- of veengrond. Deze verkaveling is vergelijkbaar met Westergeest en Rinsumageest. Net als deze dorpen vertoont het nederzettingspatroon van Wijgeest overeenkomsten met dat van een esdorp
In 1470 werd Wijgeest vermeld als Wygast, in 1543 als Wijgaest en Wygeyst, in 1664 als Wijgeest, in 1718 als Wy Geest en in 1861 als Wijgeest. Waar precies het eerste element op duidt is onbekend. Gedacht werd aan 'heilig' via het Germaanse woord wîh of aan uitgestrekt via het woord wijd. De Friese naam voor de buurt is De Wygeast, hoewel ook De Wigeast voorkomt. Deze laatste wordt gezien als ongebruikelijk of oud
Oudwoude zou mogelijk door ontginning in zuidelijke richting ontstaan zijn vanuit Wijgeest. Er wordt ook wel gesteld dat Oudwoude vanwege de enigszins grillige blokverkaveling ouder is dan Wijgeest.

## Stinsen
In de buurt van Wijgeest stonden enkele middeleeuwse stinsen. Dit zijn de Allemastate (welke nog bestaat), de Bumastins en de Eysmastins. De Eysmastins werd bewoond door Binnerd Eysma. Hij was samen met enkele andere edelen tegen een verbond tussen Kollum en de stad Groningen. Na zijn overlijden werd de stins in 1468 door de stad afgebroken en is niet meer opgebouwd. De Bumastins was volgens Andreae eigendom van de uit Westergeest afkomstige familie Buma. Later werd het door een huwelijk eigendom van de familie Van Sminia.

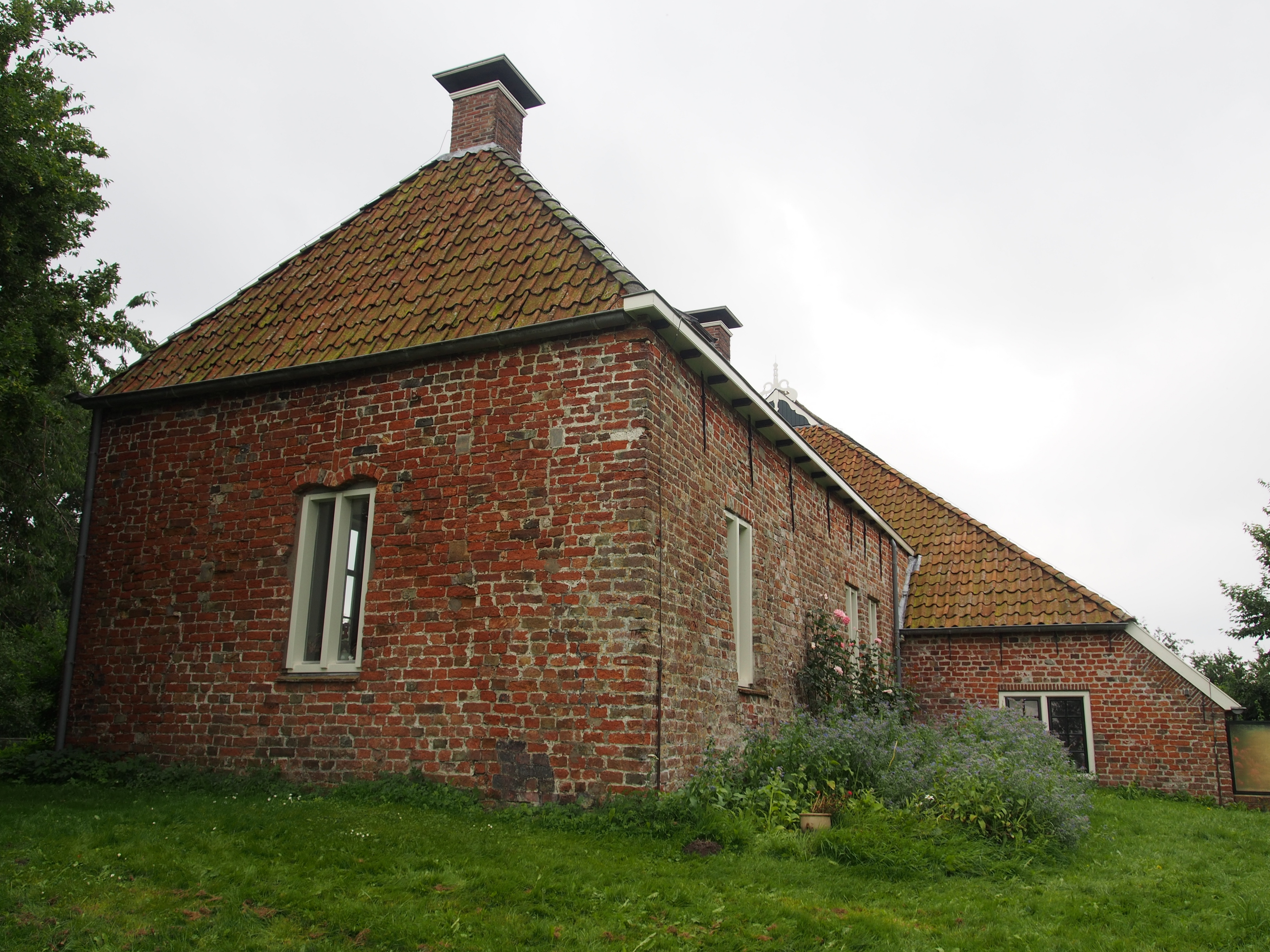
De monumentale Allemastate met mogelijk 14e-eeuws voorhuis.

### Allemastate
Aan de Allemawei staat de monumentale Allemastate. De middeleeuwse voorbehuizing dateert waarschijnlijk uit de 14e eeuw en is naast de Dekemastate in Jelsum de enige overgebleven zaalstins van Friesland. Het gebouw staat op een hoger gelegen terrein dat omgracht was. Hoewel de oost- en de westmuur later zijn vernieuwd met hergebruikte kloostermoppen, resteert de noordmuur nog van de oorspronkelijke constructie. Deze muur met een dikte van 75 cm tot 1 m toont de dichtgezette restanten van een deur, twee ramen en een schietsleuf. Deze staat op een fundering met muren van 3 meter breed.
In de 18e eeuw werd er een schuur tegen het huis aangebouwd, waarmee de Allemastate zijn huidige vorm kreeg van kop-hals-rompboerderij. Andreae noemt ene Redmer Allema als stichter van de stins rond het jaar 1500. De stins vererfde meerdere malen binnen deze vooraanstaande familie tot het in handen kwam van de aan de Allema's verwante familie Idema en later de familie Van Scheltinga. Door oplettendheid van de eigenaar werd sloop van de stins voorkomen en kreeg het gebouw in 1990 de status van rijksmonument.

## Sport
In 1964 werd een gemeenschappelijke voetbalclub opgericht met de naburige dorpen Westergeest en Triemen, WTOC (Westergeest Triemen Oudwoude Combinatie). Wedstrijden van deze voetbalclub worden gespeeld op sportpark De Wygeast.
De plaatselijke IJsclub “Oudwoude e.o.” werd opgericht in 1911. In eerste instantie werd er geschaatst in Wijgeest, maar sinds 2007 heeft de schaatsvereniging een nieuwe locatie tussen Oudwoude en Westergeest aan de Simmerwei.

## Onderwijs
In Wijgeest was sinds 1922 een school. Dat bleef zo totdat in 2015 de school van Oudwoude gesloten moest worden wegens een tekort aan leerlingen. De school van Wijgeest kreeg in 1977/78 een nieuw schoolgebouw en werd toen omgedoopt tot De Tarissing. De Tarissing is sinds 2015 de enige basisschool van Oudwoude.
Steden, dorpen en gehuchten: Aalsum · Anjum · Augsbuurt · Birdaard · Blija · Bornwird · Brantgum · Burum · Dokkum · Ee · Engwierum · Ferwerd · Foudgum · Genum · Hallum · Hantum · Hantumeruitburen · Hantumhuizen · Hiaure · Hogebeintum · Holwerd · Janum · Jislum · Jouswier · Kollum · Kollumerpomp · Kollumerzwaag · Lichtaard · Lioessens · Marrum · Metslawier · Munnekezijl · Moddergat · Morra · Nes · Niawier · Oosternijkerk · Oostmahorn · Oostrum · Oudwoude · Paesens · Raard · Reitsum · Ternaard · Triemen · Veenklooster · Waaxens · Wanswerd · Warfstermolen · Westergeest · Wetsens · Wierum · Zwagerbosch

Buurtschappen: Abbewier · Bartlehiem (deels) · Beintemahuis · Betterwird · Bollingawier · Bonte Hond · Bornwirdhuizen · Boteburen · Brandeburen · De Dellen · De Keegen · De Kolk · De Leegte · De Rijp · De Wirden · De Schans · Dijkshorne · Dokkumer Nieuwe Zijlen · Drieboerehuizen · Ezumazijl · Groot Medhuizen · Halfweg · Hallumerhoek · Hanenburg · Hantumerhoek · Huis ter Noord · Kettingwier · Klein Medhuizen · Kletterbuurt · Kollumeroudzijl · Krabburen · Laagland · Lutkewier · Molenbuurt · Nieuwland · Oudeterp · Oudwouderzijlen · Reidswal · Scharnehuizen · Stiem · Teerd · Teijeburen · Tergracht (deels) · Ter Lune · Tibma · Tilburen · Tiltjeburen · Vaardeburen · Veldburen · Vijfhuizen (Hallum) · Vijfhuizen (Ternaard) · Visbuurt · Weerdeburen · Westerburen · Westernijkerk · Wie · Wijgeest · Zevenhuizen

Streken: 't Schoor · Galilea · It Paradyske · Lutkelaard · Sibrandahuis · Steenharst · Steenvak · Wildpad (deels) · Zandbulten · Zwagerveen

Friesland: Steden en dorpen      Nederland: Provincies · Gemeenten